# Suipinima suturalis
Suipinima suturalis là một loài bọ cánh cứng trong họ Cerambycidae.